# François Labourie
François Labourie (Rouen, 15 de dezembro de 1960) é um matemático francês, que fez diversas contribuições à geometria, incluindo curvas pseudoholomórficas, difeomorfismo de Anosov e geometria convexa. Em uma série de artigos em coautoria com Yves Benoist e Patrick Foulon, resolveu uma conjectura do fluxo de Anosov em variedades compactas de contato.
Estudou na Escola Normal Superior de Paris e na Universidade Paris VII, onde obteve um doutorado, orientado por Mikhael Gromov.
Foi palestrante convidado do Congresso Internacional de Matemáticos em Berlim (1998: Large group actions on manifolds). Foi eleito em 2016 membro da Academia Europaea.